# Lagarozoum
Lagarozoum is een mosdiertjesgeslacht uit de  familie van de Aspidostomatidae en de orde Cheilostomatida.  De wetenschappelijke naam ervan werd in 1926 voor het eerst geldig gepubliceerd door Harmer.

## Soorten
- Lagarozoum coronata Canu & Bassler, 1929
- Lagarozoum profundum Harmer, 1926